# Frans Maas (acteur)
Frans Maas (Turnhout, 9 september 1949) is een Nederlands-Belgisch acteur.
Hij is een theateracteur die in vele producties van Theater Ivonne Lex, Europees Festival en het Raamtheater op de scene stond. Enkele recentere producties waarin hij optrad zijn Antigone, Mama Carlota, Moord!, Don Juan of op de ruïnes van de liefde, Democratie en Proof.
Zijn bekendste televisierol is die van Miel Verbiest in Familie en die van apotheker/dokter/zakenman in Grappa.
Hij speelde gastrollen in Flikken (schooldirecteur), Spoed (Marc in 2000, depressieve vader in 2003), Hallo België (Verzekeringsmakelaar van Julien), Witse (baron Leon Marsure),
De Kotmadam (Controleur van de arbeidsinspectie in 1998, Pa van Stef in 2005), Thuis (notaris), Lili en Marleen (advocaat), Sara (Autoverkoper), Kinderen van Dewindt (Voorzitter rechtbank), 2 Straten verder, Wittekerke (Johan Jonckheere) en Spring (Jos).
In zijn jonge jaren speelde hij ook mee in VRT-feuilletons zoals Wij, Heren van Zichem (als Jan Haesaerts), Keromar en Het zwaard van Ardoewaan.
Hij is getrouwd met actrice Karen De Visscher met wie hij samen in Grappa speelde.

## Filmografie

### Televisie
- 2011-2014: ROX als de Kolonel
- 2010: Oud België als bankdirecteur
- 2009: Los zand als vader van Vincent
- 2008: Kinderen van De Windt als rechter
- 2008: Sara als autoverkoper
- 2007-2009: Familie als Miel Verbiest
- 2007: Stellenbosch als vriend Bernard Castel
- 2006-2008: Grappa als dokter, apotheker en psychiater
- 2006: Thuis als notaris
- 2006: Lili en Marleen als advocaat
- 2005: Samson en Gert als inspecteur Wachter
- 2005: De Kotmadam als pa van Stef
- 2004: Witse als Leon Massure
- 2004: Hallo België als verzekeringsmakelaar
- 2003: Spoed als depressieve vader
- 2003: De flauwste show als host
- 2001: Droge voeding kassa 4 als controleur
- 2001: Chris & co als himself
- 2000-2007: Wittekerke als Johan Jonckheere
- 2000: Spoed als Marc
- 1999-2000: De makelaar als Karel Gillis
- 1999: Boerenkrijg als René Lacouche
- 1999: Flikken als schooldirecteur
- 1998: De Kotmadam als controleur van de inspectie
- 1998: Hof van Assisen als Meester Coppens
- 1991: De grote vergissing als Yan
- 1990: Commissaris Roos als butler Jozef
- 1988: Clara, Robert en Johannes als Robert Schumann
- 1986: Anna Marie als Corenhemel
- 1981: De memoires van Sarah Bernhardt als Pitou
- 1982: Clara, Robert en Johannes als Robert Schumann
- 1979: Hemel en Aarde als Goldie
- 1978: Liefde Overdag als Tommy van Doren
- 1978: Het was de leeuwerik als William Shakespeare
- 1975: Caligula als Caligula
- 1974: De Schoondochter als Luther
- 1973: Een engel in het pandjeshuis als Danny O’Keefe
- 1973: Appels voor Eva als de man
- 1973: Mrs Dally heeft een minnaar als Frankie
- 1972: Het Zwaard van Ardoewaan als Rohalt
- 1972: De vierde man als inspecteur Maes
- 1971: Keromar als Noet 2
- 1971: Rebel in soutane als Diego
- 1970: Een geschiedenis uit Irkoetsk als Rodik
- 1970: Midzomernachtsdroom als Demetrius
- 1970: De knecht van twee meesters als Florindo
- 1969: Wij, Heren van Zichem als Jan Haesaerts

### Films en Kortfilms
- 2021: Assisen, de wraakmoord als de Voorzitter Hof van Assisen
- 2020: Assisen, de kerstmoord als de Voorzitter Hof van Assisen
- 2020: Assisen, de badkuipmoord als de Voorzitter Hof van Assisen
- 2015: Bioscoopfilm Megamindy vs Rox als de Kolonel
- 2015: Echo van Joachim Huveneers als John
- 2014: Constant en Cecile van Ben Verrept als Constant
- 2013: Notre petit Tresor van David Banneel als Jacques
- 2013: Helena van Joachim Huveneers
- 2013: Annubis van Joachim Huveneers
- 2013: The Whistle van David Banneel als man in de villa
- 2007: Fata Morgana van Serge Ruyten als detective Bervoets
- 2007: Voorwaardelijke liefde van Henk Vleeracker
- 2007: Fille Noire van Jeroen Dufraing als detective Bervoets
- 2004: Villa de Ves van Jochem De Vries als François
- 2002: Als in de stilte van Luk Lenoir
- 2002: Eén is genoeg van Michael Fisher
- 1969: Bioscoopfilm Jeff  als hotelgast

### MULTIMEDIA
- 2018: Druïde Panoramix in Asterix en Obelix
- 2017: audiogids Diva diamantmuseum
- 2012: Bioscoopfilm Sammy 2  (stem)
- 2011: Bioscoopfilm Mr. Popper’s Penguins (stem)
- 2011: Bioscoopfilm Hood Winked  (stem)
- 2010: Socrates in Animals United 3D animatie-computerfilm
- 2004: Ruben in Tom, animatieserie Ketnet-EBU
- 2002  De Gelaarsde Kat, CD voor Jeugdtheater Het Appeltje (verteller)
- 1999: Cabine B13 als John Dickson Carr voor Vlaamse Klank/ Braillebibliotheek Licht en Liefde
- 1988: LP Clara Robert en Johannes als Robert Schumann
- 1968: Amerikaanse Burgeroorlogmilitair in fotoromans van Femmes d’Aujourdhui